# The Horny Horns
The Horny Horns, anche conosciuti come Fred Wesley & The Horny Horns era il nome della sezione fiati dei Parliament, dei Funkadelic e dei Bootsy's Rubber Band.

## Storia
Gli Horny Horns erano composti dal trombonista Fred Wesley, che era anche il leader della formazione, dal sassofonista Maceo Parker e dai trombettisti Richard Griffith e Rick Gardner. Oltre ad aver registrato a fianco di varie band del cosiddetto P-Funk, gli Horny Horns registrarono due album a loro nome, ovvero A Blow for Me, A Toot for You (1977) e Say Blow By Blow Backwards (1979). Gli Horny Horns collaborarono inoltre con i Red Hot Chili Peppers nella loro If You Want Me To Stay, contenuta nel loro album Freaky Styley (1985) e con i Deee-Lite in Groove Is in the Heart (1990). Nel 1994, gli Horny Horns pubblicarono l'antologia The Final Blow.

## Formazione
- Rick Gardner – tromba
- Richard Griffith – tromba
- Maceo Parker – sassofonoDiscografia
- Fred Wesley – trombone

## Discografia

### Album in studio
- 1977 – A Blow for Me, A Toot for You
- 1979 – Say Blow By Blow Backwards

### Antologie
- 1994 – The Final Blow